# Bill Cantrell
Williard „Bill“ Cantrell (* 31. Januar 1908 in West Point im Hardin County, Kentucky,  USA; † 22. Januar 1996 in Madison, Indiana, USA) war ein US-amerikanischer Speed-Boot- und Autorennfahrer.

## Karriere
Bill Cantrell bestritt zwischen 1948 und 1952 einzelne Rennen der AAA-National-Serie. Sein bestes Ergebnis erzielte er 1948 in DeQuoin mit einem 7. Platz.
Für die 500 Meilen von Indianapolis versuchte er sich fünf Mal zu qualifizieren. 1948 war dabei sein bestes Jahr. Er stand mit einem Stevens-Fageol auf dem 7. Startplatz und fiel nach 161 Runden mit defekter Lenkung aus. 1949 langte es mit einem Adams-Offenhauser nur für den 30. Startplatz und einem Ausfall nach 95 Runden. 1950–1952 konnte er sich für das Rennen nicht qualifizieren. 1950 löste er aber Bayliss Levrett nach 106 Runden ab, nur um zwei Runden später ohne Öldruck liegen zu bleiben. Aufgrund dieser Runden steht für ihn auch ein Grand-Prix-Start zu Buche, denn das Rennen zählte von 1950 bis 1960 mit zur Fahrerweltmeisterschaft.
Bekannter und erfolgreicher war er bei Motorbootrennen, bei denen er zunächst als Fahrer, später auch als Manager, Konstrukteur und Teameigner bis in die 1980er Jahre aktiv war. 1949 gewann er den Gold Cup.

## Statistik

### Indy-500-Ergebnisse
| Jahr | Startnr. | Start | Qual (km/h) | Ergebnis | Runden | Führung | Ausfall                                   |
| ---- | -------- | ----- | ----------- | -------- | ------ | ------- | ----------------------------------------- |
| 1948 | 36       | 7     | 199,106     | 16       | 161    | 0       | Lenkung                                   |
| 1949 | 36       | DNQ   |             |          |        |         |                                           |
| 1949 | 74       | 30    | 204,674     | 21       | 95     | 0       | Antriebswelle                             |
| 1950 | 44       | DNQ   |             |          |        |         |                                           |
| 1950 | 24       |       |             | 272      | 3      | 0       | fuhr Levretts Wagen; Rd. 106-108, Öldruck |
| 1951 | 62       | DNQ   |             |          |        |         |                                           |
| 1951 | 79       | DNQ   |             |          |        |         |                                           |
| 1952 | 52       | DNQ   |             |          |        |         |                                           |

| Legende  | Legende            | Legende                                                          |
| Farbe    | Abkürzung          | Bedeutung                                                        |
| -------- | ------------------ | ---------------------------------------------------------------- |
| Gold     | –                  | Sieg                                                             |
| Silber   | –                  | 2. Platz                                                         |
| Bronze   | –                  | 3. Platz                                                         |
| Grün     | –                  | Platzierung in den Punkten                                       |
| Blau     | –                  | Klassifiziert außerhalb der Punkteränge                          |
| Violett  | DNF                | Rennen nicht beendet (did not finish)                            |
| Violett  | NC                 | nicht klassifiziert (not classified)                             |
| Rot      | DNQ                | nicht qualifiziert (did not qualify)                             |
| Rot      | DNPQ               | in Vorqualifikation gescheitert (did not pre-qualify)            |
| Schwarz  | DSQ                | disqualifiziert (disqualified)                                   |
| Weiß     | DNS                | nicht am Start (did not start)                                   |
| Weiß     | WD                 | zurückgezogen (withdrawn)                                        |
| Hellblau | PO                 | nur am Training teilgenommen (practiced only)                    |
| Hellblau | TD                 | Freitags-Testfahrer (test driver)                                |
| ohne     | DNP                | nicht am Training teilgenommen (did not practice)                |
| ohne     | INJ                | verletzt oder krank (injured)                                    |
| ohne     | EX                 | ausgeschlossen (excluded)                                        |
| ohne     | DNA                | nicht erschienen (did not arrive)                                |
| ohne     | C                  | Rennen abgesagt (cancelled)                                      |
| ohne     | keine WM-Teilnahme |                                                                  |
| sonstige | P/fett             | Pole-Position                                                    |
| sonstige | 1/2/3/4/5/6/7/8    | Punktplatzierung im Sprint-/Qualifikationsrennen                 |
| sonstige | SR/kursiv          | Schnellste Rennrunde                                             |
| sonstige | *                  | nicht im Ziel, aufgrund der zurückgelegten Distanz aber gewertet |
| sonstige | ()                 | Streichresultate                                                 |
| sonstige | unterstrichen      | Führender in der Gesamtwertung                                   |